# Kudelin
Kudelin (bulgariska: Куделин) är ett distrikt i Bulgarien.   Det ligger i kommunen Obsjtina Bregovo och regionen Vidin, i den nordvästra delen av landet, 170 km norr om huvudstaden Sofia.
Trakten runt Kudelin består till största delen av jordbruksmark. Runt Kudelin är det ganska glesbefolkat, med 34 invånare per kvadratkilometer.